# Sixten Rydberg
Sixten Gunnar Rydberg, född 25 oktober 1908 i Luleå församling i Norrbottens län, död 4 november 1972 i Oscars församling i Stockholm, var en svensk militär.

## Biografi
Rydberg avlade studentexamen i Luleå 1927. Han avlade marinofficersexamen vid Kungliga Sjökrigsskolan 1931 och utnämndes samma år till fänrik i kustartilleriet, varefter han befordrades till underlöjtnant 1933 och löjtnant 1935. Han studerade vid Kungliga Sjökrigshögskolan 1935–1936 och Artillerikursen där 1937–1939, tjänstgjorde vid Försvarsstaben 1939–1943, befordrades till kapten 1940 och var lärare i ballistik vid Sjökrigshögskolan 1943–1951, befordrad till major 1945. År 1951 befordrades han till överstelöjtnant, varpå han var bataljonschef vid Vaxholms kustartilleriregemente 1951–1959. Han var också ledamot av Flygtekniska rådet 1951–1959. Åren 1960–1961 stod han till förfogande hos chefen för Försvarsstaben och från 1962 var han utredningsingenjör i Teleutrednings AB (TUAB). Han inträdde i kustartilleriets reserv 1963.
Rydberg invaldes 1950 som ledamot av Kungliga Örlogsmannasällskapet och 1956 som ledamot av Kungliga Krigsvetenskapsakademien. Han blev riddare av Svärdsorden 1946 och av Vasaorden 1952.. Sixten Rydberg är begraven på Norra begravningsplatsen utanför Stockholm.